# Maruna (Budy-Grzybek)
Maruna – część wsi Budy-Grzybek w Polsce położona w województwie mazowieckim, w powiecie grodziskim, w gminie Jaktorów.
W latach 1975–1998 miejscowość należała administracyjnie do województwa skierniewickiego.
Nieoficjalny przysiółek wsi Budy-Grzybek nosi nazwę Maruna Sucha.